# Dasychira nigrofascia
Dasychira nigrofascia är en fjärilsart som beskrevs av Alfred Ernest Wileman 1911. Dasychira nigrofascia ingår i släktet Dasychira och familjen tofsspinnare. Inga underarter finns listade i Catalogue of Life.